# Xã Grand Detour, Quận Ogle, Illinois
Xã Grand Detour (tiếng Anh: Grand Detour Township) là một xã thuộc quận Ogle, tiểu bang Illinois, Hoa Kỳ. Năm 2010, dân số của xã này là 698 người.